# Kepler-61b
Kepler-61b é um planeta descoberto em 2013 que orbita a estrela anã vermelha Kepler-61 na constelação de Cygnus. Foi descoberto usando-se o método de trânsito, no qual o efeito de escurecimento que um planeta causa à medida que cruza à frente de sua estrela é medido.

## Características
Kepler-61b tem um raio ligeiramente mais de duas vezes o raio da Terra. Está localizado na parte interna da zona habitável empírica, uma zona onde água líquida poderia existir com elevado albedo, baixa umidade relativa e maior pressão atmosférica.